# Christiansburg
Pour les articles homonymes, voir Christiansburg (Ohio).
Christiansburg est la ville-siège du comté de Montgomery, dans l'État de Virginie, aux États-Unis. Sa population était de 21 041 habitants en 2010.

## Histoire
- La ville tient son nom de William Christian (en) (1743-1786), un soldat et politicien amérindien de Virginie.
- Davy Crockett a vécu à Christiansburg pendant quelque temps et a investi dans la boutique de chapeaux d'Elijah Griffith, qui se trouvait au « 41 West Main Street » actuel. Cette boutique a cependant fait faillite et Crockett fut incapable de payer ses dettes. Par la suite, John Snider, Jr. ouvrit une autre boutique de chapeaux plus haut dans la rue, au « 29 West Main Street ».
- Daniel Boone a lui aussi vécu à Christiansburg pendant un temps. Parmi les archives du Palais de justice de la ville figure un mandat d'arrêt contre lui pour non-paiement de dette[1].
- L'écriture originale de la ville était « Christansburgh ».